# 云南杜鹃
云南杜鹃（学名：Rhododendron yunnanense）为杜鹃花科杜鹃花属下的一个种。其种加词“yunnanense”意为“云南的”。